# Вулиця Максима Загривного (Чернігів)
Вулиця Максима Загривного — (англ. Maksym Zagryvnyi street) вулиця у Новозаводському районі міста Чернігова. Пролягає від проспекту Миру до вулиці Володимира Глинського.

Прилучаються вулиці: Степана Разіна, Каштанова, Володимира Глинського (колись 1-й провулок Пархоменко).
Назвою вулиці Максима Загривного іменується зупинка громадського транспорту, що знаходиться на проспекті Миру.

## Історія
Вулицю засновано в 1956 році неподалік від заводу «Жовтневий молот» та названо на честь Олександра Яковича Пархоменка — учасника бойових дій в Україні 1917–1921 роках, одного з командирів червоної армії.
12 лютого 2016 року вулицю перейменовано на честь українського патріота, поета, сатирика, військового і політичного діяча, учасника 1-го Конгресу ОУН — Максима Загривного (1893—1931) — одного із яскравих борців за незалежну соборну Україну першої третини XX століття, більше відомий як поет під літературним псевдонімом Максим Грива. Максим Загривний народився 20 лютого 1893 р. у с. Козел Чернігівської губернії (зараз селище міського типу Михайло-Коцюбинське Чернігівського району Чернігівської області).
Вулиця є єдиною в Україні названою на честь Максима Загривного.
Перейменування вулиці на честь історичної постаті відбулось на підставі статті 7 Законом України «Про засудження комуністичного та націонал-соціалістичного (нацистського) тоталітарних режимів в Україні та заборону пропаганди їхньої символіки». Відповідне розпорядження «Про перейменування вулиць та провулків міста» № 46-р затвердила Чернігівська міська рада 12 лютого 2016 року.

## Забудова
Парна та непарна сторони вулиці зайняті садибними спорудами. На початку вулиці з непарного боку є кілька багатоповерхових будинків: три п'ятиповерхових та один двоповерховий. Парна сторона забудована низькоповерховими житловими будинками, серед яких є один двоповерховий та один триповерховий (№ 74А). Протяжність вулиці — 700 м. Покриття — асфальт.

## Установи та заклади
Станом на червень 2020 року на вулиці Максима Загривного немає установ чи закладів.